# Chu-Bura
Chu-Bura — второй мини-альбом японской рок-группы Kelun, выпущенный 2 июля 2008 года под лейблом Sony Music Entertainment. Песня «CHU-BURA» стала восьмой открывающей композицией аниме «Блич», и выходила на отдельном диске Bleach Best Tunes (англ. «Лучше мелодии "Блич"»), а также на DVD-сборнике, изданном 17 декабря 2008 года. А песня «Boys Don’t Cry» (с англ. — «Парни не плачут») звучала во вступительной заставке видеоигры Bleach: Soul Carnival для платформы PSP.
Альбом Chu-Bura занял 8 строчку хит-парада Oricon.

## Список композиций
| №  | Название                  | Длительность |
| -- | ------------------------- | ------------ |
| 1. | «Chu-Bura»                | 4:34         |
| 2. | «Boy's Don't Cry»         | 3:48         |
| 3. | «Asayake Umbrella»        | 3:59         |
| 4. | «Chu-Bura (instrumental)» | 4:34         |